# Андерсен, Силас
Силас Синан Эрен Торуп Андерсен (дат. Silas Sinan Erhen Thorup Andersen; род. 13 июня 2004, Копенгаген) — датский футболист, полузащитник шведского «Хеккена».

## Клубная карьера
Начинал заниматься футболом в «Суннбю», откуда перешёл в академию «Копенгагена». 20 августа 2021 года перешёл в миланский «Интер», с которым подписал контракт, рассчитанный на четыре года. В итальянском клубе выступал за команды академии, участвовал в Юношеской лиге УЕФА. В декабре 2022 года вызывался на тренировочный сбор основной команды.
1 сентября 2023 года подписал трёхлетний контракт с нидерландским «Утрехтом». Выступал за вторую команду клуба в Эрстедивизи. 14 января 2024 года впервые попал в заявку основной команды на матч чемпионата против «Витесса». 31 марта в гостевом матче с «Фейеноордом» дебютировал в чемпионате Нидерландов, появившись на поле на 82-й минуте.
В январе 2025 года перебрался в Швецию, где присоединился к «Хеккену», с которым подписал контракт на пять лет.
| Выступление      | Выступление      | Выступление      | Лига | Лига | Кубки | Кубки | Конт. кубки | Конт. кубки | Итого | Итого |
| Клуб             | Лига             | Сезон            | Игры | Голы | Игры  | Голы  | Игры        | Голы        | Игры  | Голы  |
| ---------------- | ---------------- | ---------------- | ---- | ---- | ----- | ----- | ----------- | ----------- | ----- | ----- |
| Йонг Утрехт      | Эрстедивизи      | 2023/24          | 30   | 1    | —     | —     | —           | —           | 30    | 1     |
| Йонг Утрехт      | Эрстедивизи      | 2024/25          | 16   | 2    | —     | —     | —           | —           | 16    | 2     |
| Йонг Утрехт      | Итого            | Итого            | 46   | 3    | —     | —     | —           | —           | 46    | 3     |
| Утрехт           | Эредивизи        | 2023/24          | 1    | 0    | 0     | 0     | —           | —           | 1     | 0     |
| Утрехт           | Эредивизи        | 2024/25          | 1    | 0    | 0     | 0     | —           | —           | 1     | 0     |
| Утрехт           | Итого            | Итого            | 2    | 0    | 0     | 0     | —           | —           | 2     | 0     |
| Хеккен           | Алльсвенскан     | 2025             | 10   | 1    | 5     | 1     | —           | —           | 15    | 2     |
| Хеккен           | Итого            | Итого            | 10   | 1    | 5     | 1     | —           | —           | 15    | 2     |
| Всего за карьеру | Всего за карьеру | Всего за карьеру | 58   | 4    | 5     | 1     | 0           | 0           | 63    | 5     |